# Dorymyrmex agallardoi
Dorymyrmex agallardoi este o specie de furnică din genul Dorymyrmex. Descrisă de Snelling în 1975, specia este endemică în Chile.